# Poseyville
Poseyville é uma cidade  localizada no estado americano de Indiana, no Condado de Posey.

## Demografia
Segundo o censo americano de 2000, a sua população era de 1187 habitantes.
Em 2006, foi estimada uma população de 1142, um decréscimo de 45 (-3.8%).

## Geografia
De acordo com o United States Census Bureau tem uma área de
1,7 km², dos quais 1,7 km² cobertos por terra e 0,0 km² cobertos por água. Poseyville localiza-se a aproximadamente 133 m acima do nível do mar.

## Localidades na vizinhança
O diagrama seguinte representa as localidades num raio de 20 km ao redor de Poseyville.